# Казорате Примо
Казора̀те Прѝмо (на италиански: Casorate Primo, на местен диалект: Casoraa, Казораа) е градче и община в Северна Италия, провинция Павия, регион Ломбардия. Разположено е на 103 m надморска височина. Населението на общината е 8748 души (към 2017 г.).